# Clubiona crouxi
Clubiona crouxi este o specie de păianjeni din genul Clubiona, familia Clubionidae, descrisă de Caporiacco, 1935. Conform Catalogue of Life specia Clubiona crouxi nu are subspecii cunoscute.